# Megalópole dos Grandes Lagos

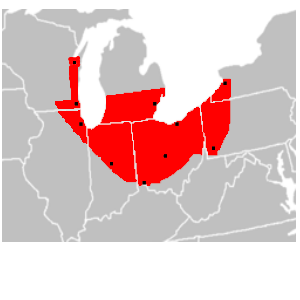
Mapa da área.

A Megalópole dos Grandes Lagos, ou ChiPitts, é uma megalópole localizada no norte dos Estados Unidos e ao sul do Canadá, na região dos Grandes Lagos. Com população de aproximadamente 50 milhões de habitantes, abrange as seguinte metrópoles:
- Chicago (EUA)
- Cleveland (EUA)
- Columbus (EUA)
- Detroit (EUA)
- Indianápolis (EUA)
- Milwaukee (EUA)
- Pittsburgh (EUA)
- Toronto (Canadá)